# Storia di un uomo d'azione
Storia di un uomo d'azione (Un hombre de acción) è un film del 2022 diretto da Javier Ruiz Caldera.

## Trama
Un anarchico spagnolo avvia un'operazione di contraffazione a Parigi. Dopo essere riuscito a falsificare degli assegni di viaggio ottenendo un grande somma di denaro sarà nel mirino della più grande banca americana.

## Distribuzione
Il film è stato distribuito sulla piattaforma Netflix a partire dal 30 novembre 2022.